# قائمة حلقات قيامة أرطغرل
مسلسل قيامة أرطغرل (بالتركية: Diriliş: Ertuğrul)، هو مسلسل تاريخي تركي تقع أحداثه في القرن 13 الميلادي، ويعرض مقدمات ودوافع تأسيس الدولة العثمانية من عرض سيرة حياة الغازي أرطغرل بن سليمان شاه، قائد قبيلة قايي من أتراك الأوغوز المسلمين ووالد عثمان الأول مؤسس الدولة العثمانية. وقام بدور أرطغرل الممثل التركي إنجين التان دوزياتان.
عُرضت الحلقة الأولى من المسلسل على القناة الأولى التركية تي-ري-تي-1 (بالتركية: TRT1) ، فقد بدأ عرض أول حلقات الموسم الأول من المسلسل في 10 ديسمبر 2014، ثم عُرضت حلقات الموسم الثاني بدءاً من 30 سبتمبر 2015، وانتهى في 8 يونيو 2016 عرضت حلقات الموسم الثالث الذي بدأ في 26 أكتوبر 2016 وانتهى في يونيو 2017 ، ثم بدأ عرض الموسم الرابع في 25 أكتوبر 2017 واستمر عرضه حتى 6 يونيو 2018 على نفس القناة. عُرض المسلسل أيضا على قنوات أخرى كثيرة مثل قنوات روسيا ورومانيا وباكستان وإيران وإندونيسيا والمجر واليونان وبلغاريا والبوسنة والهرسك وأذربيجان وأفغانستان وألبانيا وجورجيا وقطر ومقدونيا وسلوفينيا وصربيا وليتوانيا وكرواتيا وبنغلاديش وقنوات أخرى غيرها، كما وتعرض نتفليكس المسلسل باللغة التركية وتتوفر الترجمة باللغتين العربية والإنجليزية.
المسلسل من إخراج متين غوناي (بالتركية: Metin Günay) وموسيقى المقدمة من آلباي غوكتكين (بالتركية: Alpay Göktekin). كانت حلقات المسلسل تُعرض في كل يوم أربعاء في تمام الساعة 7:55 مساءً على قناة تي-ري-تي-1 (بالتركية: TRT1) التركية، وتُعرض الحلقة مترجمة للعربية اليوم التالي فجر الخميس.

## نظرة عامة
| الموسم | الموسم | حلقات | العروض         | العروض        |
| الموسم | الموسم | حلقات | بداية الموسم   | نهاية الموسم  |
| ------ | ------ | ----- | -------------- | ------------- |
|        | 1      | 26    | 10 ديسمبر 2014 | 17 يونيو 2015 |
|        | 2      | 35    | 30 سبتمبر 2015 | 8 يونيو 2016  |
|        | 3      | 30    | 26 أكتوبر 2016 | 14 يونيو 2017 |
|        | 4      | 30    | 25 أكتوبر 2017 | 6 يونيو 2018  |
|        | 5      | 36    | 7 نوفمبر 2018  | 29 مايو 2019  |

## الحلقات

### الموسم الأول (2014-2015)
يتكون الموسم من ستة وعشرين حلقة، وتم بثه في الفترة من 10 ديسمبر 2014 إلى 17 يونيو 2015 على قناة تي أر تي 1 في تركيا.
1. الحلقة التجريبية (Pilot Bölüm)
2. الصيد. الجزء الاول (Av. İlk kısım)
3. الصيد. جزء ثان (Av. İkinci kısım)
4. خائن (Hain Olan)
5. أرطغرل (Ertuğrul)
6. سليمان شاه (Süleyman Şah)
7. عدالة شعرية (İlahi Adalet)
8. وقت الحساب (Hesap Vakti)
9. حلم عظيم (Büyük Rüya)
10. وقت القيامة (Diriliş Vakti)
11. من هو الخائن ؟ (? Hain Kim)
12. قلبنا حلب (Gönlümüz Halep)
13. أسود البدرين (Bedrin Aslanları)
14. يوم الوحدة(Gün Birlik Günü)
15. جيش العدل (Adalet Ordusu)
16. قضيتنا (Davamız)
17. الساحة الخاصة (Er Meydanı)
18. للقيامة (Diriliş İçin)
19. توقيت الإمارة (Beylik Zamanı)
20. اللعبة الكبري (Büyük Oyun)
21. الاضطهاد لا يستمر (Zulüm Devam Etmez)
22. يوم النصر. الجزء الاول (Zafer Günü. İlk kısım)
23. يوم النصر. جزء ثان (Zafer Günü. İkinci kısım)
24. الفتح المقدس (Kutlu Fetih)
25. قيامة الأمة. الجزء الاول (Milletin Dirilişi. İlk kısım)
26. قيامة الأمة. جزء ثاني (Milletin Dirilişi. İkinci kısım)

### الموسم الثاني (2015-2016)
يتكون الموسم من خمسة وثلاثين حلقة، وتم بثه في الفترة من 30 سبتمبر 2015 إلى 8 يونيو 2016 على قناة تي أر تي 1 في تركيا.
1. نحن لا نعطي التربة المختلطة (Bir Karış Toprak Vermeyiz)
2. نحن لا نميل إلى ذلك (Boyun Eğmeyeceğiz)
3. زمن الاتحاد (Birlik Vakti)
4. البطل المنتظر (Beklenen Kahraman)
5. أنت لست وحدك (Yalnız Değilsin)
6. نهضة جيدة (Kutlu Uyanış)
7. يوم القيامة. الجزء الأول (Diriliş Günü. İlk kısım)
8. يوم القيامة. الجزء الثاني (Diriliş Günü. İkinci kısım)
9. أنت لست وحدك (Yalnız Değilsin)
10. نار القيامة (Diriliş Ateşi)
11. الفجر الباكر (Beklenen Şafak)
12. من أجل أمتي (Milletim İçin)
13. ثمن الخيانة (İhanetin Bedeli)
14. توجهت (Baş Koydum)
15. هناك الله وليس هناك حزن (Allah Var Gam Yok)
16. في ظل الهلال (Hilalin Gölgesinde)
17. الفتح المقدس (Kutlu Fetih)
18. مجد النصر (Zaferin Şerefi)
19. الحملة لنا والنصر لله (Sefer Bizim Zafer Allah'ındır)
20. معركة الحق والباطل (Hak ile Batılın Savaşı)
21. صوت الحقيقة (Hakkın Sesi)
22. نار الغزو (Fetih Ateşi)
23. لعبة قذرة (Kirli Oyun)
24. معركة عظيمة (Büyük Mücadele)
25. لن نعطي فرصة (Fırsat Vermeyeceğiz)
26. حان وقت العدالة (Adalet Vakti)
27. يوم سعيد (Kutlu Gün)
28. طريق غزة (Gaza Yolu)
29. طريق الحقيقة (Hak Yolu)
30. لعبة العدالة (Adalet Oyunu)
31. مستقبل الدولة (Devletin İstikbali)
32. طريقنا (Bizim Yolumuz)
33. بقاء الدولة (Devletin Bekası)
34. النضال المقدس. الجزء الأول (Kutlu Mücadele. İlk kısım)
35. النضال المقدس. الجزء الثاني (Kutlu Mücadele. İkinci kısım)

### الموسم الثالث (2016-2017)
تم بث الموسم المكون من ثلاثين حلقة في الفترة من 26 أكتوبر 2016 إلى 14 يونيو 2017 على قناة تي أر تي 1 في تركيا.
1. قيامة أمة (Bir Milletin Dirilişi)
2. حان وقت الغزو (Fetih Vaktidir)
3. البحث عن الحقيقة. الجزء الأول (Hakikatin Pesinde. İlk kısım)
4. البحث عن الحقيقة. الجزء الثاني (Hakikatin Pesinde. İkinci kısım)
5. روح القيامة (Diriliş Ruhu)
6. الوقت للوحدة (Birlik Zamanı)
7. السبب المقدس (Kutlu Dava)
8. يوم الانتقام (İntikam Günü)
9. النصر المبارك (Kutlu Zafer)
10. للغزو (Fetih Içın)
11. على طريق ربنا (Beyimizin Yolunda)
12. نموت مرة ونبعث ألفًا (Bir Ölür Bin Diriliriz)
13. نحو النصر (Zafere Doğru)
14. يوم القيامة (Hesap Günü)
15. عدالة شعرية (İlahi Adalet)
16. سيتم تحقيق العدالة (Adalet Tecelli Edecek)
17. قضيتنا واحدة (Davamız Bir)
18. من نحن؟ (? Kimiz Biz)
19. لقد أقسمنا (Yemin Ettik)
20. غرضنا (Gayemiz)
21. المشي معا (Birlikte Yürümek)
22. يحيا الجحيم للظالمين (Zalimler İçin Yaşasın Cehennem)
23. جيد (İyi)
24. سيء (Kötü)
25. الله يؤيد الخير (Allah İyiliği Destekler)
26. فاسيليوس (Vasilius)
27. العالي. الجزء الأول (Daha Yüksek. İlk kısım)
28. العالي. الجزء الثاني (Daha Yüksek. İkinci kısım)
29. الكلب هو كلب (Bir Köpek Bir Köpektir)
30. اليأس بعد السعادة (Mutluluktan Sonra Umutsuzluk)

### الموسم الرابع (2017-2018)
تم بث الموسم المكون من ثلاثين حلقة في الفترة من 27 أكتوبر 2017 إلى 6 يونيو 2018 على قناة تي أر تي 1 في تركيا.
1. كاذب (Yalancı)
2. عبيد (Köleler)
3. السيد غير الكفاءة (Beceriksiz Bey)
4. توقيت قيامة أرطغرل (Diriliş Ertuğrul Vakti)
5. كن سعيدا انه على قيد الحياة (Hayatta olduğu İçin Sevin)
6. تيتان (Titan)
7. زواج (Evlilik)
8. جبان (Ödlek)
9. مناقشة (Müzakere)
10. الجيد والسيئ (İyi Kötü ve Bahadır)
11. نهاية الخائن الجديد (Yeni Bir Hainin Sonu)
12. النصر العظيم (Büyük Zafer)
13. شرائع الله، عدالة الله (Allah'ın Kanunları, Allah'ın Adaleti)
14. مشكلة جديدة (Yeni Sorun)
15. كلب قاس (Zalim Köpek)
16. آريس وسعد الدين (Ares ve Saadettin)
17. أحمد، وليس آريس (Ahmet, Ares Değil)
18. يوم جيد للقاسية (Zalim İçin Güzel Bir Gün)
19. بطل القصر (Saray Kahramanı)
20. خِلاف الحَقيقة (Hata)
21. هناك شئ خاطئ (Bir Şey Yanlış)
22. يا أصليهان آه (Ah Aslıhan Ah)
23. الخونة جيدة (İyi Hainler)
24. نهاية الكلب (Köpeğin Sonu)
25. عثمان ابن حليمة (Halime oğlu Osman)
26. مشكلة جديدة (Yeni Sorun)
27. المغول (Moğollar)
28. الأم الحاضنة (Süt Anne)
29. خطابات السلام (Barış Konuşmaları)
30. خطط الأناضول (Anadolu Planları)

### الموسم الخامس (2018-2019)
يتكون الموسم من تسعة وعشرين حلقة، وتم بثه في الفترة من 7 نوفمبر 2018 إلى 29 مايو 2019 على قناة تي أر تي 1 في تركيا.
1. الحلقة 122 (Bölüm 122)
2. الحلقة 123 (Bölüm 123)
3. الحلقة 124 (Bölüm 124)
4. الحلقة 125 (Bölüm 125)
5. الحلقة 126 (Bölüm 126)
6. الحلقة 127 (Bölüm 127)
7. الحلقة 128 (Bölüm 128)
8. الحلقة 129 (Bölüm 129)
9. الحلقة 130 (Bölüm 130)
10. الحلقة 131 (Bölüm 131)
11. الحلقة 132 (Bölüm 132)
12. الحلقة 133 (Bölüm 133)
13. الحلقة 134 (Bölüm 134)
14. الحلقة 135 (Bölüm 135)
15. الحلقة 136 (Bölüm 136)
16. الحلقة 137 (Bölüm 137)
17. الحلقة 138 (Bölüm 138)
18. الحلقة 139 (Bölüm 139)
19. الحلقة 140 (Bölüm 140)
20. الحلقة 141 (Bölüm 141)
21. الحلقة 142 (Bölüm 142)
22. الحلقة 143 (Bölüm 143)
23. الحلقة 144 (Bölüm 144)
24. الحلقة 145 (Bölüm 145)
25. الحلقة 146 (Bölüm 146)
26. الحلقة 147 (Bölüm 147)
27. الحلقة 148 (Bölüm 148)
28. الحلقة 149 (Bölüm 149)
29. نهائي (Final)